# Anaciaeschna montivagans
Anaciaeschna montivagans – gatunek ważki z rodziny żagnicowatych (Aeshnidae).